# ROLM

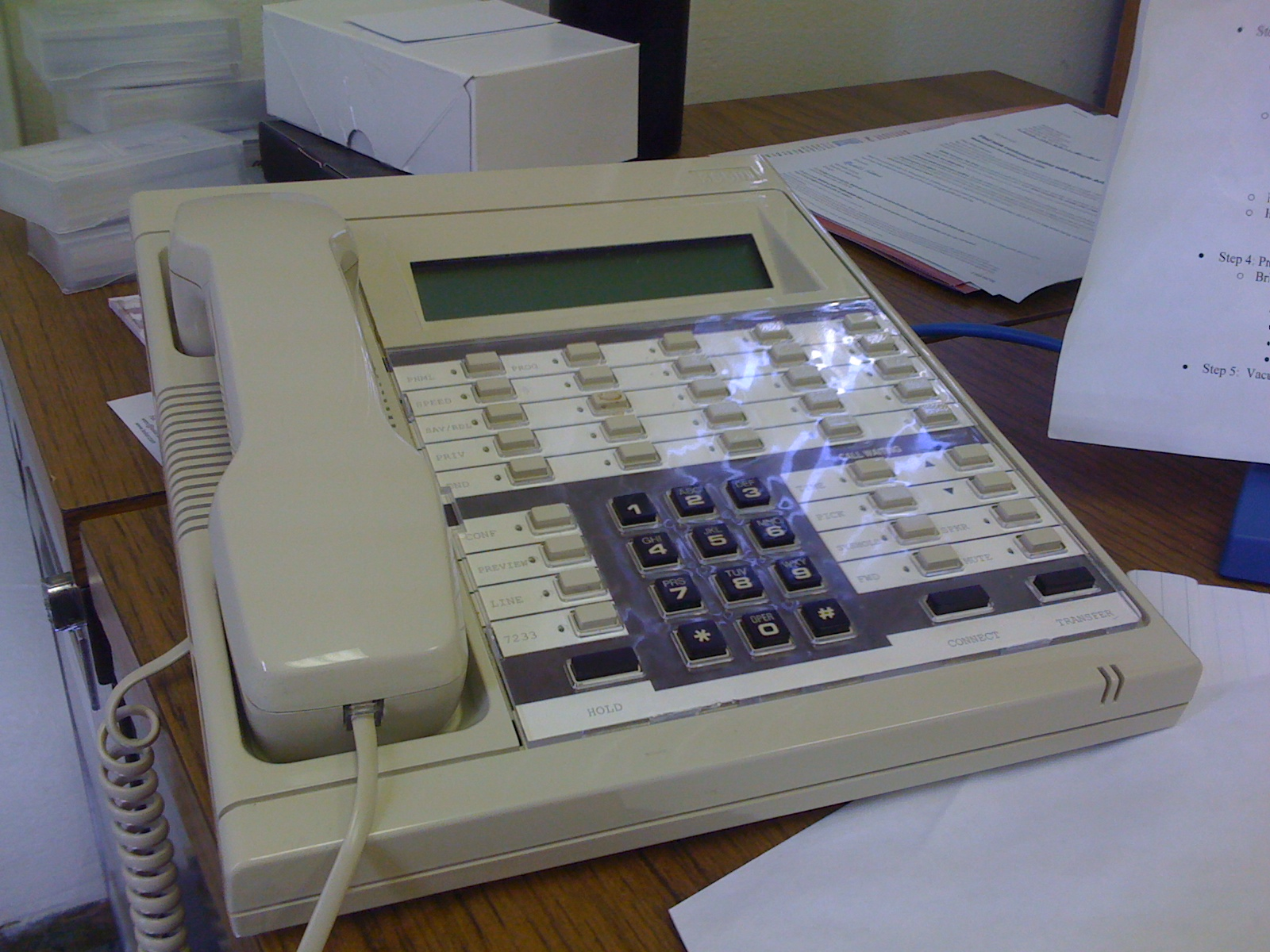
Телефон RolmPhone 400

ROLM Corporation — американська технологічна компанія, що була заснована в 1969 році в Кремнієвій долині Кеннетом Ошманом. Займалася виробництвом військових комп'ютерів і обладнання автоматичних телефонних станцій. У 1984 році була придбана компанією IBM.

## Історія
Компанія отримала свою назву за першими літерами прізвищ її творців — Джин Річардсон (Gene Richeson), Кеннет Ошман (Ken Oshman), Волтер Лювінстон (Walter Loewenstern) і Роберт Максфілд (Robert Maxfield). Вони були студентами електротехнічного факультету Університету Райса і отримали випускні ступені у Стенфордському університеті. Спочатку фірма виробляла комп'ютери для військової авіації та важкої промисловості.